# Xepenupet II
Xepenupet II o Xepenuepet II (šp-(n)-Wpt) va ser una princesa egípcia de la dinastia XXV. Va servir com a gran sacerdotessa Divina Adoratriu d'Amon del 700 aC fins al 650 aC. Era filla del primer faraó cuixita Piye i germana dels successors de Piye, Xabaka i Taharqa.
Xepenupet II va ser adoptada per la seva predecessora al càrrec, Amenirdis I, una germana de Piye. Xepenupet va ser l'Esposa del Déu Amon des del començament del regnat de Taharqa fins a l'any 9 del faraó Psamètic I. Mentre estava al càrrec, va haver d'arribar a un acord per compartir el poder amb el governant de Tebes, Mentuemhat.
La seva neboda, Amenirdis II, la filla de Taharqa, va ser nomenada la seva hereva. Xepenupet es va veure obligada a adoptar Nitocris, filla del faraó Psamètic I, que va reunificar Egipte després de la conquesta assiria. Així ho demostra l'anomenada Estela d'Adopció de Nitocris. L'any 656 aC, l'any 9 del regnat de Psamètic I, va rebre a Nitocris a Tebes.
La seva tomba es troba al complex de Medinet Habu. Va ser succeïda com a Divina Adoratriu per Amenirdis II, que va ser succeïda més endavant per Nitocris.